# Are "Friends" Electric?
Singles de Gary Numan / Tubeway Army
Down in the Park
(1979) Cars
(1979)
Are "Friends" Electric? est une chanson interprétée par le groupe britannique Tubeway Army. Écrite et composée par le chanteur du groupe, Gary Numan, il s'agit de l'unique succès commercial de la formation : après la sortie de ce titre et du second album de Tubeway Army, Numan commence à se produire sous son seul nom de scène.

## Historique

### Enregistrement et accueil
Enregistrée au début de l'année 1979 au Gooseberry Studios, studio d'enregistrement à Londres, elle paraît sur le second album du groupe, Replicas (enregistré au même moment), après un premier album intitulé Tubeway Army, sorti en 1978, qui connaît un tirage limité à 5 000 exemplaires.
Are 'Friends' Electric? est le second extrait de Replicas à paraître en single, après Down in the Park qui, classé 197e des Charts britanniques, passe d'abord inaperçu. 
Contrairement au single précédent, Are "Friends" Electric? connaît un énorme succès commercial, se classant premier des Charts au Royaume-Uni du 30 juin au 21 juillet 1979.
La chanson est utilisée dans le jeu vidéo Need For Speed: Carbon et dans l'épisode 18 de la saison 2 de la série américaine de science-fiction Fringe.

### Paroles
La chanson raconte l'histoire d'un homme solitaire et paranoïaque ; les thèmes de l'aliénation et de l'isolement sont une caractéristique dans la carrière de Numan à ce moment. Les paroles ont été inspirés par une relation qui a échoué avec Susan Wathan, employée de Beggars Banquet Records, maison de disques du groupe, mélangée avec l'univers de Philip K. Dick, auteur de livres de science-fiction réputé.

## Classements et certifications
| Classement (1979)                      | Meilleure position |
| -------------------------------------- | ------------------ |
| Allemagne (Media Control AG)           | 23                 |
| Autriche (Ö3 Austria Top 40)           | 12                 |
| Belgique (Flandre Ultratop 50 Singles) | 14                 |
| Nouvelle-Zélande (RMNZ)                | 8                  |
| Pays-Bas (Single Top 100)              | 9                  |
| Royaume-Uni (UK Singles Chart)         | 1                  |

| Pays              | Certification | Date             |
| ----------------- | ------------- | ---------------- |
| Royaume-Uni (BPI) | Or            | 1er juillet 1979 |

## Sources
- (en) Cet article est partiellement ou en totalité issu de l’article de Wikipédia en anglais intitulé « Are 'Friends' Electric? » (voir la liste des auteurs).

1. ↑  (de) Charts.de – Tubeway Army - Are 'Friends' Electric?. GfK Entertainment. PhonoNet GmbH. Consulté le 29 octobre 2014.
2. ↑  (de) Austrian-charts.com – Tubeway Army – Are 'Friends' Electric?. Ö3 Austria Top 40. Hung Medien. Consulté le 29 octobre 2014.
3. ↑  (nl) Ultratop.be – Tubeway Army – Are 'Friends' Electric?. Ultratop 50. Ultratop et Hung Medien / hitparade.ch. Consulté le 29 octobre 2014.
4. ↑  (en) Charts.org.nz – Tubeway Army – Are 'Friends' Electric?. RMNZ. Hung Medien. Consulté le 29 octobre 2014.
5. ↑  (nl) Dutchcharts.nl – Tubeway Army – Are 'Friends' Electric?. Single Top 100. Hung Medien. Consulté le 29 octobre 2014.
6. ↑  (en) Archive Chart. UK Singles Chart. ChartArchive. Consulté le 29 octobre 2014.
7. ↑  (en) Certified azrds latest news, sur le site bpi.co.uk